# Spielberg (Lanitz-Hassel-Tal)
Spielberg ist ein Ortsteil der Gemeinde Lanitz-Hassel-Tal im Burgenlandkreis in Sachsen-Anhalt westlich von Bad Kösen.

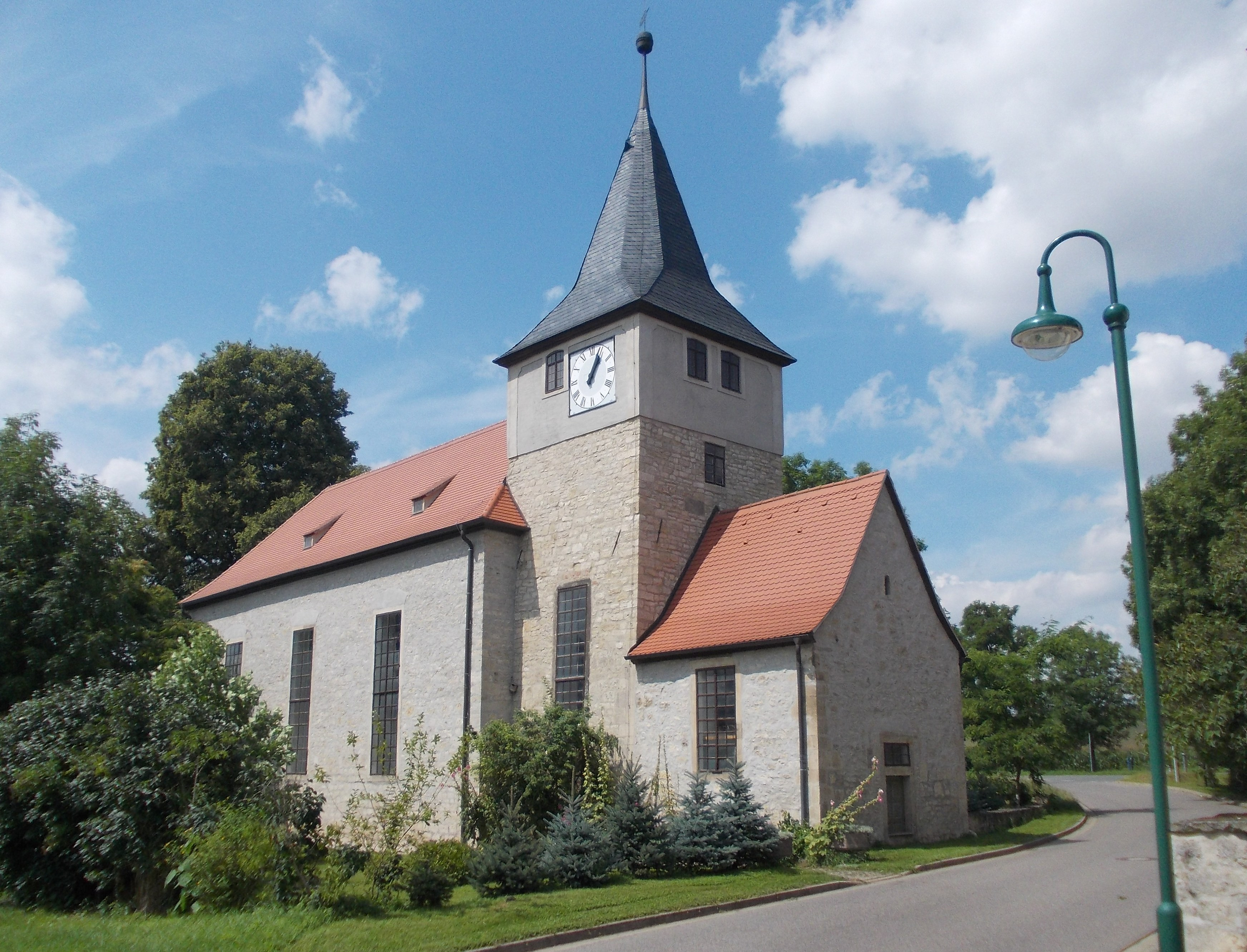
Kirche St. Martin

In dem Ortsteil lebten im Jahr 2002 373 Einwohner auf 9,03 km², das entsprach einer Bevölkerungsdichte von 42 Einwohner je km². Der Ortsvorsteher ist Karl Hohenstern (SPD) (Stand Mitte 2006).

## Geschichte
In einem zwischen 881 und 899 entstandenen Verzeichnis des Zehnten des Klosters Hersfeld (Hersfelder Zehntverzeichnis) wird Spielberg als zehntpflichtiger Ort Spileberc im Friesenfeld erstmals urkundlich erwähnt. Das typische Runddorf gehörte zum Besitz des Klosters Pforta und nach dessen Säkularisation im Jahr 1540 bis 1815 zum kursächsischen Amt Pforta. Durch die Beschlüsse des Wiener Kongresses kam es zu Preußen und wurde 1816 dem Landkreis Naumburg im Regierungsbezirk Merseburg der Provinz Sachsen zugeteilt, zu dem es bis zur Auflösung des Kreises 1932 gehörte.
Hohndorf wurde am 1. Juli 1976 durch Umgemeindung von Burgheßler Ortsteil von Spielberg. Mit Wirkung vom 17. Oktober 2004 wurde die ehemals eigenständige politische Gemeinde Spielberg mit der Gemeinde Taugwitz zusammengeschlossen. Ortsteile der ehemaligen Gemeinde Spielberg waren Benndorf, Hohndorf, Spielberg und Zäckwar. Durch eine weitere Gemeindegebietsänderung wurde Spielberg am 1. Juli 2009 ein Ortsteil der neu gebildeten Gemeinde Lanitz-Hassel-Tal.

## Sehenswürdigkeiten
Bemerkenswert ist die St.-Martins-Kirche, die nur noch zu besonderen Gelegenheiten wie Hochzeiten oder Taufen genutzt wird.
Spielberg liegt auf dem Ökumenischen Pilgerweg Via Regia, der Teil des Netzes der Jakobswege in Europa ist.

## Persönlichkeiten
- Christian Scherling (* 1812 in Spielberg; † 1903 in Lübeck), deutscher Pädagoge, Lehrbuchautor und Musikfunktionär